# Tadanari Lee
Tadanari Lee (n. 19 decembrie 1985) este un fotbalist japonez.

## Statistici
| Japonia | Japonia | Japonia |
| An      | Meciuri | Goluri  |
| ------- | ------- | ------- |
| 2011    | 10      | 2       |
| 2012    | 1       | 0       |
| Total   | 11      | 2       |